# Sant Serni d'Altron
Sant Serni d'Altron és l'església parroquial del poble d'Altron, en el terme municipal de Sort, a la comarca del Pallars Sobirà.
Pertanyia a l'antic municipi d'Altron. Es troba en el mateix nucli de població, a l'extrem nord del que fou la vila closa d'Altron. És una església mitjanament gran, d'una sola nau. En depenia la capella particular de la Immaculada de Casa Sobirana. És una obra inclosa a l'Inventari del Patrimoni Arquitectònic de Catalunya.
Església de planta rectangular amb capçalera orientada i porta d'arc de mig punt a la façana oest, sobre la qual s'obre també una rosassa. Al costat sud d'aquesta façana s'aixeca la torre-campanar de secció quadrada que passa a ser octogonal per sobre del nivell de la coberta de l'església, coronada per una coberta de licorella, material també emprat en el llosat de dues aigües que cobreix la nau.